# Marie Nováková (politička)
Marie Nováková (5. června 1912 - ???) byla česká a československá politička Komunistické strany Československa a poúnorová poslankyně Národního shromáždění ČSSR.

## Biografie
Ve volbách roku 1960 byla zvolena za KSČ do Národního shromáždění ČSSR za Jihomoravský kraj. V Národním shromáždění zasedala až do konce volebního období parlamentu, tedy do voleb v roce 1964.
15. sjezd KSČ zvolil jistou Marii Novákovou za kandidátku Ústředního výboru Komunistické strany Československa.